# 郎承謨
郎承謨（?—?），四川省忠州直隸州酆都縣人，清朝政治人物、進士出身。

## 生平
光緒十八年（1892年），参加光緒壬辰科殿試，登進士二甲44名。同年五月，改翰林院庶吉士。光緒二十年四月，散館，著以部属用。